# Ascodipteron minor
Ascodipteron minor är en tvåvingeart som beskrevs av Oskar Theodor 1973. Ascodipteron minor ingår i släktet Ascodipteron och familjen lusflugor.
Artens utbredningsområde är Tanzania. Inga underarter finns listade i Catalogue of Life.